# Bruce Bochy
Bruce Douglas Bochy (Landes de Bussac, 16 aprile 1955) è un ex giocatore di baseball e allenatore di baseball statunitense.

## Carriera
Figlio di un militare statunitense, è nato in Francia dove suo padre era di stanza.
Bochy è stato selezionato la prima volta nell'ottavo turno del draft di gennaio 1975 dai Chicago White Sox, ma non firmò. Entrò nel professionismo nello stesso anno quando fu selezionato nel primo turno come 23ª scelta assoluta, durante il draft di giugno 1975 dagli Houston Astros. Debuttò nella MLB il 19 luglio 1978, allo Shea Stadium di New York City, contro i New York Mets.
Ha giocato nella Major League Baseball (MLB) per nove stagioni, come ricevitore, prima negli Houston Astros (1979-1980), poi nei New York Mets (1982), ed infine nei San Diego Padres (1983-1987). Le sue statistiche in carriera sono media battuta di. 239, 26 fuoricampo e 93 punti battuti a casa in 358 partite giocate.
Successivamente è stato per 12 anni, dal 1995 al 2006, il manager dei San Diego Padres, squadra che milita nella National League West Division. Nel 1996 è stato premiato come manager dell'anno della National League. Nel 1998, sotto la sua guida i Padres sono arrivati alla conquista del pennant di lega per poi essere sconfitti nelle World Series dai New York Yankees.
Dalla stagione 2007 alla stagione 2019 è stato manager dei San Francisco Giants, sempre nella National League West. Ha portato la squadra a vincere tre volte le World Series, nel 2010, nel 2012 e nel 2014.
Il 21 ottobre 2022, i Texas Rangers hanno assunto Bochy,formalmente in pensione, come nuovo allenatore e 29º nella storia della franchigia. Il 4 giugno 2023, Bochy ha vinto la sua 2.041ª partita in carriera, superando Walter Alston al 10º posto nella lista delle maggiori vittorie di un manager di tutti i tempi. Il 23 ottobre 2023, Bochy ha guidato i Texas Rangers nella vittoria sugli Houston Astros, aggiudicandosi il titolo dell'American League e la possibilità per la franchigia, di arrivare alle World Series per la terza volta nella loro storia. Questa è diventata anche la terza franchigia della MLB che Bochy ha portato alle World Series. 
Il 1 Novembre 2023 Bochy ha guidato i Rangers al titolo delle World Series 2023.

## Palmarès
- World Series: 4

San Francisco Giants: 2010, 2012, 2014
Texas Rangers: 2023
- Manager dell'anno della NL (1996)